# کوه آتهرب
کوه آتهرب (به عربی: أثرب) یک کوه در عربستان سعودی است که در عربستان سعودی واقع شده‌است.